# 美國終止付費廁所委員會

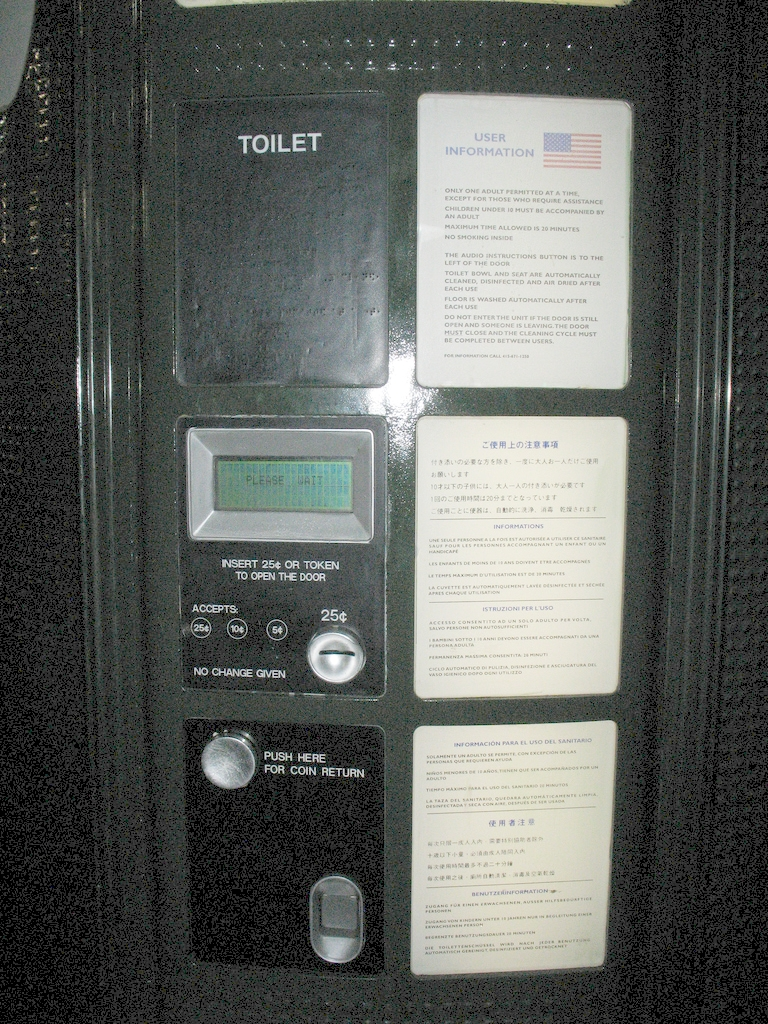
加州舊金山的一個付費廁所，現在為免費使用。

美國終止付費廁所委員會（英語：Committee to End Pay Toilets in America，縮寫：CEPTIA）是一個1970年代成立的基層政治組織，為推動美國許多城市減少付費廁所的主要力量之一。

## 歷史
該委員會由當時19歲的艾拉·蓋塞爾於1970年成立，其目的是「通過立法和公眾壓力消除美國的付費公廁」。
再發動一場全國性的討伐投幣式廁所運動後，蓋塞爾告訴新聞記者：「你可以有一張50美元的鈔票，但如果你沒有一毛錢，那個金屬盒子就會在你和救贖之間。」該組織的會員費只有0.25美元，會員可以收到委員會的通訊《免費廁紙》。該組織的總部設在美國俄亥俄州代頓，有多達1500名成員，分屬七個分會。
該組織還贊助了湯馬斯·克拉普紀念獎，該獎被授予「對CEPTIA和免費廁所事業做出傑出貢獻的人」。
1973年，芝加哥成為第一個付諸行動的美國城市，當時市議會以37比8的投票結果支持禁止在該市設立付費廁所。根據至少一個消息來源，這是「……顯然是對CEPTIA的直接回應」。

## 成果
根據《華爾街日報》報導，美國在1974年至少有5萬間付費廁所，大部分由Nik-O-Lok公司製造。後來在CEPTIA的遊說下，紐約州、紐澤西州、明尼蘇達州、加利福尼亞州、佛羅里達州及俄亥俄州通過付費廁所的禁令，直至1976年6月，共有12個州頒布禁令，該組織也隨之解散，並宣布其使命基本已完成。

## 爭議
雖然CEPTIA運動成功在很大程度上減少美國的付費廁所，但批評者指責其結果並非增加了免費公廁的數量，而是比其他沒有出現反對付費廁所運動的國家少了許多公共廁所。近年來，評論家們呼籲重新考慮解除付費廁所的禁令，希望能讓公共廁所更加普及。